# NetStorm: Islands At War
NetStorm: Islands At War est un jeu vidéo de stratégie en temps réel développé par Titanic Entertainment et publié sur PC par Activision le 31 octobre 1997. Le jeu se déroule dans le monde de Nimbus, une planète ravagée par l’incessante guerre entre trois dieux, appelés Furies, représentant respectivement le vent, la pluie et la foudre. À la suite de ces combats, la croûte terrestre a explosé, les restes de celle-ci formant des îles se trouvant maintenant en orbite autour de la planète. Chaque île est contrôlée par un prêtre et se trouve embarquée dans un conflit permanent contre les autres îles afin de capturer et de sacrifier les prêtres ennemis à leur dieu.

## Trame
Le jeu se déroule sur une planète fictive appelée Nimbus dont la croûte terrestre a explosé, les restes de celle-ci formant des îles se trouvant maintenant en orbite autour de la planète. Nimbus est maintenant divisée en trois sphères, chacune correspondant à un niveau d'élévation par rapport à la surface de la planète. La première – la Deusphere - est le théâtre d'affrontement entre trois dieux (les Furies) représentant respectivement le vent, la pluie et la foudre. La deuxième – la Pyrosphere – est le théâtre d'affrontement entre les peuples vénérant chacun des trois dieux. C'est dans cette sphère que le joueur contrôle ses troupes lors des combats. La troisième – la Serenisphere – est un lieu ou le joueur peu se reposer lorsqu'il ne fait pas la guerre. Les îles se trouvant dans la Pyrosphere sont habitées par des tribus, chacune d'elles vouant un culte à une des trois Furies. Des temples sont ainsi construits à la gloire du vent, de la pluie et de la foudre et sont dirigés par des grands prêtres contrôlant la destinée de leur peuple.

## Système de jeu
NetStorm: Islands At War est un jeu de stratégie en temps réel dans lequel le joueur et ses opposants sont représentés par un prêtre et s’affrontent à partir d’îles flottantes qui constituent leurs bases de départ. L’objectif du joueur est de défendre son île tout en assiégeant celles de ses opposants afin de capturer les prêtres ennemis. Contrairement à un jeu de stratégie en temps réel classique, le jeu ne permet pas de créer des unités de combats mobiles. Pour attaquer ses adversaires et défendre sa base, le joueur s’appuie ainsi sur des machines de guerre statiques comme des balistes, des canons ou des tours de garde. Pour atteindre une île adverse, il doit donc construire un réseau de pont, sur lesquels il peut construire ses machines de guerres. Pour cela, il utilise l’unique ressource du jeu – les cristaux – qu’il récupère en prenant le contrôle de puits d'orages. Il doit également construire des temples pour  d'alimenter en énergie ses usines, qui permettent de produire des machines de guerre,. Ces machines peuvent être offensives ou défensive et sont associés à l’un des  quatre éléments qui régissent le monde du jeu – le vent, la pluie, la foudre et le soleil – qui influent sur leurs caractéristiques. Les unités liées au vent sont par exemple plus rapide et plus flexible alors que celle liées à la foudre sont lente mais font plus de dégâts. Pour s’informer sur ses adversaires, le joueur peut envoyer des espions sur les îles adverses. Ces espions lui permettent d’obtenir des crédits qu’il peut ensuite utiliser pour acheter des informations au sujet des autres joueurs. Pour se protéger des espions adverses, il peut construire des tours de police, qui détectent les espions à sa portée, ou fabriquer un dispositif de brouillage pour corrompre les espions ennemis. Une fois un prêtre ennemi paralysé par une attaque, le joueur doit utiliser une unité de transport – la seule unité mobile du jeu – pour récupérer le prisonnier, le ramener à sa base et le sacrifier pour remporter la partie.
Le jeu propose un mode solo qui est constitué de sept niveaux servant de tutoriel et d'une campagne de seize missions, divisée en trois parties. Au cours des différentes missions, le joueur n'a pas la possibilité de sauvegarder. Le jeu propose également un mode multijoueur par modem ou sur Internet, mais pas en réseau local, qui permet de jouer des parties impliquant jusqu’à huit joueurs,. Pour le jeu sur Internet, des serveurs dédiés au jeu sont proposés par les développeurs de Titanic Entertainment mettent. Ces serveurs gèrent automatiquement le flux des joueurs connectés et leurs assignent des adversaires en fonctions de leur grade, de la taille de leur île et du nombre d’îles conquises. Au fur et à mesure des victoires, le joueur progresse en effet dans la hiérarchie du jeu, et son île s’agrandit petit à petit, un peu comme dans un jeu de rôle,. Les informations concernant les joueurs sont stockées directement sur les serveurs du jeu, notamment pour limiter les risques de tricherie,.

## Développement et publication
NetStorm: Islands At War est développé par le studio Titanic Entertainment. Ce dernier est fondé en 1995 par d’anciens employés d’Origin Systems –  Zack Simpson, Ken Demarest, Beverly Garland et Jim Greer – ayant notamment travaillés sur Ultima VII, Ultima VIII et Ultima Online,. Ils ressentent à l’époque un intérêt grandissant pour le développement de jeux vidéo multijoueur mais cet intérêt ne rencontre pas d’écho auprès de la direction, qui se focalise uniquement sur le développement d’Ultima Online. En raison de leur manque d’intérêt pour le jeu de rôle et de leurs doutes sur le fonctionnement d’Origins après son rachat par Electronic Arts, ils décident donc de démissionner pour créer leur propre studio et développer un nouveau jeu multijoueur,. Ils commencent par développer une variante en temps réel du Scrabble dans laquelle les joueurs tentent d’atteindre le côté du plateau de l’autre joueur en réalisant des enchainements de lettres. Ils jugent le résultat intéressant et commence alors à réfléchir à la manière d’intégrer ce concept dans un jeu plus attractifs. À partir du constat que ces enchainements de lettres ressemblent à des ponts, ils arrivent à l’idée d’îles flottants dans les nuages. Ils fabriquent alors un prototype en papier de leur concept afin d’en concevoir les règles et les unités, avant de commencer à programmer un prototype sur ordinateur. La première version de démonstration du jeu est développée en seulement six semaines et convainc Activision de financer le projet en mars 1996, avec pour objectif de publier le jeu en décembre.  L’équipe de développement perd cependant du temps en tenant de concevoir un mode solo dans la lignée de SimCity qui est finalement abandonné un an plus tard en faveur de missions plus classiques. Après une phase de bêta test, le jeu est publié par Activision le 31 octobre 1997. Il bénéficie d’une version de démonstration, qui est publiée le 15 septembre 1997. Du fait d'un bug, il est à l'époque possible de convertir celle-ci en une version complète du jeu, ce qui pousse Activision à se focaliser sur le marketing de Dark Reign: The Future of War plutôt que sur celui de NetStorm.

## Accueil
| NetStorm: Islands At War |      |       |
| Média                    | Pays | Notes |
| Computer Gaming World    | US   | 3,5/5 |
| GameSpot                 | US   | 71 %  |
| Gen4                     | FR   | 4/5   |
| Joystick                 | FR   | 88 %  |
| PC Jeux                  | FR   | 78 %  |
| PC Gamer UK              | GB   | 68 %  |

À sa sortie, NetStorm fait l’objet d’une critique très positive de Tahsin Shamma dans le magazine Computer Gaming World qui estime qu’il « ne ressemble à aucun autre » jeux de stratégie en temps réel et qu’il parvient à revigorer un genre considéré par certains comme devenant trop répétitifs. Il ajoute que s’il possède « un gameplay unique », son originalité risque d’aliéner les fans des classiques du genre et qu’il souffre de plus de quelques lacunes. Il déplore en effet l’absence d’option permettant de régler le niveau de difficulté et de sauvegarder la partie dans les missions de la campagne solo, qui peuvent pourtant être assez longues. Il regrette également le manque de réalisme de certains aspects du jeu, comme le fait qu’une section de pont n’étant plus reliée à une île continue de flotter dans les aires, ainsi que le côté aléatoire de la sélection des pièces servant à construire les ponts. Il conclut néanmoins que malgré ses quelques défauts, il reste « un bon jeu qui mérite des éloges » pour avoir démontré que tous les jeux de stratégie en temps réel n’ont pas forcément besoin de se ressembler. Le journaliste Loic Claveau du magazine Gen4 est encore plus enthousiaste et le décrit comme un jeu « génial » et « délicieux » qui « risque de faire des petits ». Il juge en effet qu’il propose un concept simple et « original », une excellente réalisation avec des « graphismes soignés » et des « effets sonores sympathiques », une « atmosphère accueillante », un rythme soutenu provoquant une certaine tension et un bon équilibre grâce à sa difficulté progressive. Il salue également le bon fonctionnement de son mode multijoueur qu’il juge bien optimisé et exempt de lags et regrette simplement qu’il ne propose qu’un unique serveur et qu’il soit nécessaire de disposer d’une connexion Internet pour réellement en profiter. NetStorm est également encensé par le journaliste du magazine Joystick. Il le juge en effet « original, mignon et plein de bonnes idées » et estime donc qu’il s’agit d’une « superbe réussite » qui propose une variante intéressante des jeux de stratégie en temps réel classique. Il s’attarde particulièrement sur son mode multijoueur, dont il salue d’abord la conception « intelligente » qui limite la quantité de donnée transmise par le réseau et évite les ralentissements. Il ajoute que son serveur offre des fonctionnalités intéressantes, qui permettent notamment d’appairer les joueurs en fonctions de leur niveau et de former des alliances, et que le système utilisé pour connecter les joueurs entre eux fait qu’il est impossible de le surcharger. Il salue enfin le gameplay de son mode multijoueur, qui offre des parties « rapides et frénétiques », avant de vivement conseiller le jeu à tous ceux disposant d’une connexion Internet.
Malgré ces critiques globalement positives, les ventes de NetStorm ne parviennent pas à décoller. Du fait du retard accumulé pendant le développement, qui repousse sa sortie à décembre 1997, il doit en effet faire face à une forte concurrence dans le domaine des jeux de stratégie en temps réel, avec notamment Age of Empires et Total Annihilation. Du fait des problèmes rencontrés pour le mode solo et avec la version de démonstration du jeu, Activision est de plus réticent à dépenser de l’argent pour promouvoir le jeu, et préfère se concentrer sur la promotion de Dark Reign: The Future of War. Le jeu ne se vend ainsi qu'a 25 000 exemplaires,.